# Cebu Metropolitan Cathedral
De Cebu Metropolitan Cathedral is een kathedraal in de Filipijnse stad Cebu City. De kathedraal is de enige kathedraal in het aartsbisdom en is de zetel van de metropoliet van de kerkprovincie Cebu. Als zodanig is het de metropolitane kathedraal van het aartsbisdom Cebu.
De bouw van de kathedraal begon in 1719 en nam als gevolg van frequente onderbrekingen ongeveer een eeuw in beslag. De façade was gereed in 1787. In 1811 werd de kathedraal ingezegend. Slechts het (grootste deel van het) exterieur van de kathedraal is echter nog 18e-eeuws. De schade aan de kathedraal als gevolg van de Tweede Wereldoorlog was groot. Slechts de muren, de klokkentoren en de voorgevel bleven gespaard. In de jaren vijftig van de 20e eeuw werd de kathedraal in snel tempo hersteld tijdens de periode dat Gabriel Reyes aartsbisschop onder leiding van architect Jose Zaragosa.
In 1982 werd achter in de sacristie van de kathedraal een mausoleum gebouwd in opdracht van de toenmalige aartsbisschop Julio Rosales. In het mausoleum rustten enkele van de bisschoppen van het aartsbisdom, waaronder kardinaal Julio Rosales zelf. Andere bisschoppen die hier hun laatste rustplaats hebben gevonden zijn Juan Bautista Gorordo, de eerste bisschop van Cebu van Filipijnse afkomst, Manuel Salvador, aartsbisschop coadjutor van Cebu en titulair aartsbisschop van Zarna en Mariano Gaviola, voormalig aartsbisschop van Lipa.